# بانک فدرال آباکوس
بانک فدرال آباکوس (انگلیسی: Abacus Federal Bank) شرکت خدمات مالی و بانکداری آمریکایی است، که در سال ۱۹۸۴ تأسیس شد.